# Kościół św. Stanisława w Zarębach Kościelnych
Kościół świętego Stanisława – rzymskokatolicki kościół parafialny należący do dekanatu Ostrów Mazowiecka – Wniebowzięcia NMP diecezji łomżyńskiej.

## Historia
Obecna murowana neogotycka świątynia została wzniesiona w latach 1882–1890 z kamienia polnego i cegły, konsekrowana została w 1900 roku. Ze względu na zaniechanie remontów kościół był zamknięty w latach 1966–1992. Dzięki staraniom księdza proboszcza Kazimierza Chodźki budowla w latach 1992–1994 została wyremontowana i od tego czasu ponownie pełni funkcję kościoła parafialnego.

## Wyposażenie
W świątyni jest umieszczony neogotycki ołtarz główny z obrazem Matki Boskiej Anielskiej, namalowanej na desce na początku XVII wieku. Do pozostałych elementów wyposażenia należą inne obrazy oraz tablice epitafijne pochodzące z XIX wieku.